# Япи, Ромарик
Ромарик Япи (фр. Romaric Yapi; род. 13 июля 2000, Эври) — французский футболист ивуарийского происхождения, защитник словацкого клуба ДАК 1904.

## Клубная карьера
Япи — воспитанник клуба «Пари Сен-Жермен». В 2019 году из-за высокой конкуренции Ромарик перешёл в английский «Брайтон энд Хоув Альбион». Для получения игровой практики он начал выступать за молодёжный состав. 25 сентября года в поединке Кубка лиги против «Астон Виллы» Ромарик дебютировал за основной состав. Летом 2021 года Япи перешёл в нидерландский «Витесс». 15 августа в матче против «Зволле» он дебютировал в Эредивизи.
1 сентября 2023 года перешёл в «Бастию». Дебютировал 16 сентября в матче против «Лаваля».
2 февраля 2024 года подписал с словацким ДАК 1904 контракт до лета 2026 года. Дебютировал 18 февраля в игре с трнавским «Спартаком».